# Vyvyan Adams
Samuel Vyvyan Trerice Adams (ur. 22 kwietnia 1900, zm. 13 sierpnia 1951) – brytyjski polityk Partii Konserwatywnej, deputowany Izby Gmin.

## Działalność polityczna
W okresie od 27 października 1931 do 5 lipca 1945 reprezentował okręg wyborczy Leeds West w brytyjskiej Izbie Gmin.